# Arco naturale
L'arco naturale est un terme italien pour désigner une formation rocheuse en forme d'arche présente dans la partie sud-est de l'île de Capri dans la baie de Naples.

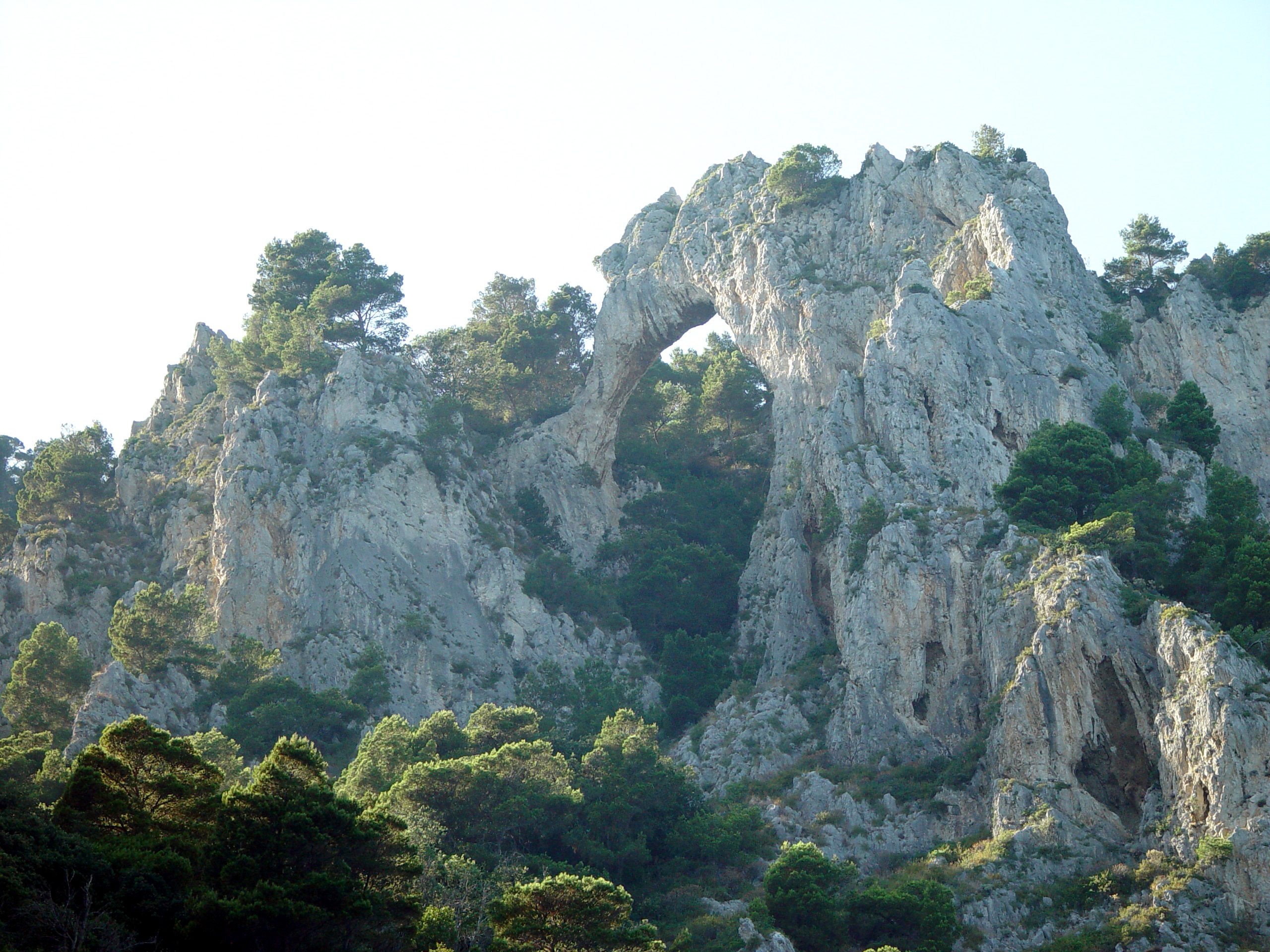
Vue du sud-ouest

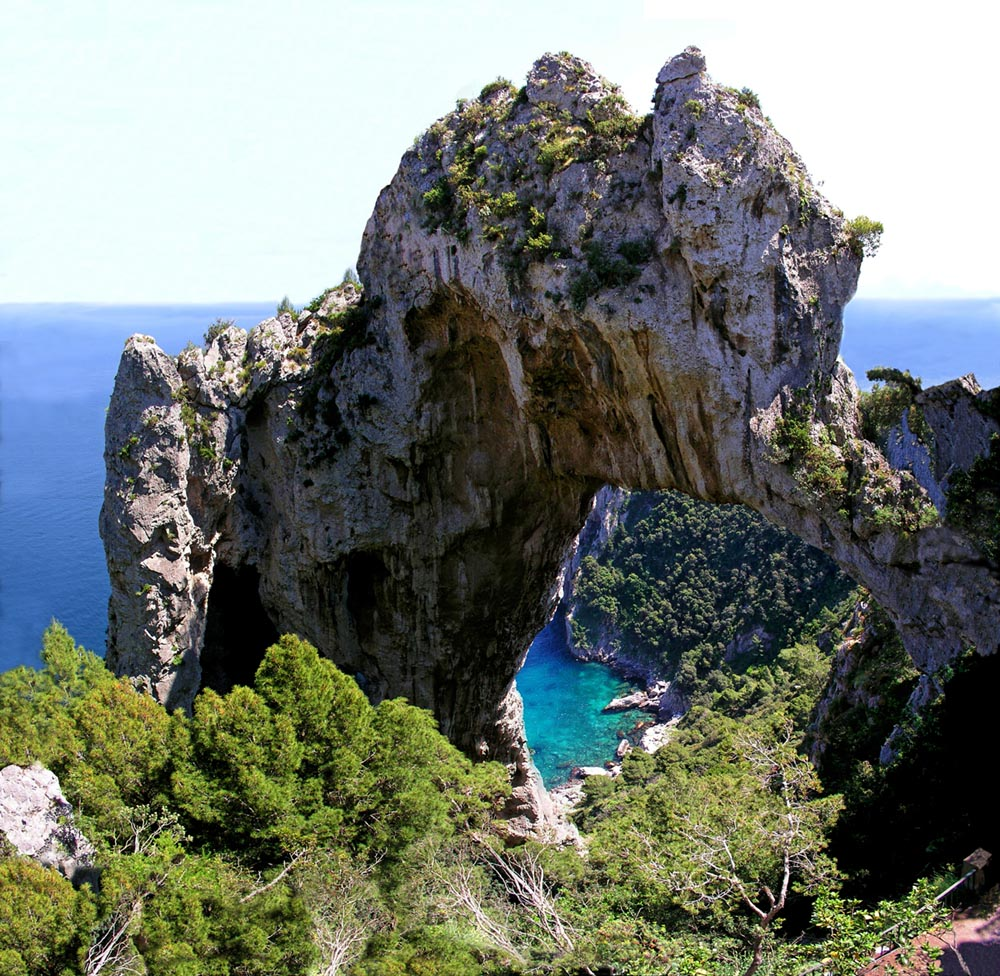
Vue du nord-est

Creusée naturellement par l'érosion, elle a une largeur de 12 mètres de large sur une hauteur de 18 mètres par rapport au sol. Surplombant le bord de mer, son ouverture semi-circulaire encadre un panorama de légende.
Depuis Capri, le site est accessible exclusivement au moyen d'itinéraires pédestres : le premier et le plus court  emprunte, au niveau de l'église San Michele, la via Matermania et via de l'Arco Naturale. Le second itinéraire fait une boucle par la via Tragara, passe par le belvedere di Tragara, domine les faraglioni, puis serpente par la  via Pizzolungo, jalonnée par la villa Malaparte et la Grotta di Matromania, jusqu'à l'Arco.

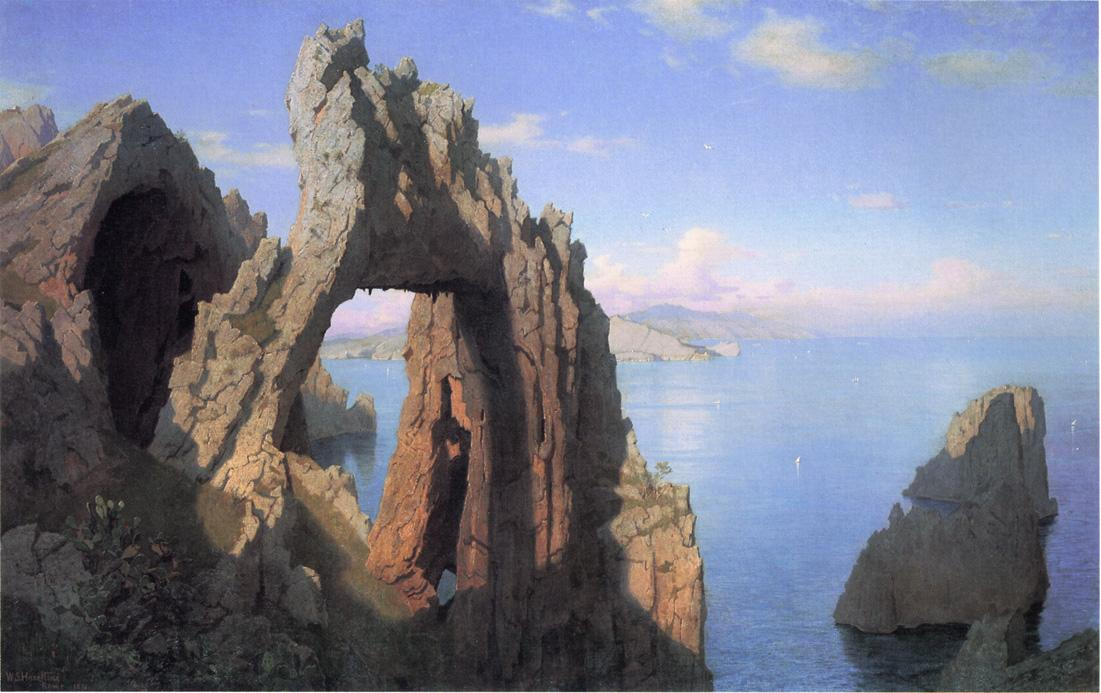
Le lieu immortalisé par le peintre William Stanley Haseltine.

## Sources
- (it) Cet article est partiellement ou en totalité issu de l’article de Wikipédia en italien intitulé « Arco naturale » (voir la liste des auteurs).